# Хинсон Девонгун
Хинсон Девонгун (흥선대원군, 興宣大院君, 21 грудня 1820 — 22 лютого 1898) відомий як «Великий внутрішній принц Хинсон» також відомий за іншими прізвищами як «Девонгун» (대원군, 大院君), «Гуктаегонг» (국태공, 國太公, «Великий Ерцгерцог») або офіційно «Внутрішній король Хинсон Хонуй» (원군, 大院君) також відомий сучасним західним дипломатам як «принц Гун», був титулован «І Ха Ена», регент Великого Королівства Чосон (Королівство Корея) під час неповноліття корейського короля, а потім й імператора Коджона в 1860-х роках і до його смерті був ключовою політичною фігурою Кореї часів правління династії Чосон.
«Девонгун» буквально перекладається як «принц великого двору», титул, який зазвичай надається батькові правлячого монарха, коли цей батько не царював сам (зазвичай тому, що його син був усиновлений як спадкоємець родича, який царював). Хоча під час правління династії Чосон було три інших Девонгуна, проте в історії династії Чосон не було нікого настільки могутнього, як Ї Ха Ен, що корейський термін «Тевонгун» став зазвичай використовуватись саме для позначення його.
Великий внутрішній князь Хенсон мав завдання одразу розв'язувати складні проблеми нової світової історичної тенденції та реконструкції збіднілої нації. Девонгуна пам'ятають завдяки широкомасштабним реформам, які він намагався провести під час свого регентства, а також за його «рішуче дотримання політики ізоляції, переслідування християн, а також вбивство чи вигнання іноземців, які висадилися на корейській землі».

## Біографія

### Раннє життя
Хинсон Девонгун народився Йі Ха-ін в 1820 році. Він був четвертим сином І Че Чжуна, члена королівської сім'ї, якому в 1816 році дали ім'я І Гу і титул принц Намьон. Хинсон Девонгун був у 9-му поколінні нащадком короля Інджо через Великого принца Інпьонга.
Хинсон Девонгун був добре навчений конфуціанському вченню та китайської класики. Вважається, що він досяг успіху в каліграфії та живописі. Його рання кар'єра на державній службі складалася з незначних посад, які були переважно почесними та церемоніальними. На початку життя зв'язок із королівським будинком здавалась йому малою допомогою. Він був бідним і приниженим багатими свекрами королівського дому. Оскільки клан Андон Кім мав владу в Королівстві Чосон, Хинсон Девонгун не міг займати жодної високої посади у політиці, навіть при тому що він був членом правлячої родини, клана Чонджу І. Натомість йому доводилось намалювати орхідеї й продати їх корейській знаті, щоб заробити гроші.

### Прихід до влади
Хинсон Девонгун прийшов до влади, коли його другий син, Коджон, був обраний на посаду короля.
У січні 1864 року король Королівства Чосон Чхольджон помер, не залишивши спадкоємця. Вибір наступного короля був у руках трьох вдів: королеви Синчжон, матері короля Хонджонга; Королева Мьонхон, дружина короля Хонджонга; і королева Чеорін, дружина Чолджонга. «Право на призначення» перебувало у вдовствуючої королеви Синчжон, оскільки вона була найстаршою з вдів.
В апокрифічній історії королева Королівства Чосон, Чеорін послала міністра за сином І Ха Юна, одинадцятирічного І Мьон Бока, який запускав повітряного змія в саду палацу. Сина привезли до палацу в кріслі-седані, де королева Синчжон кинулася вперед і назвала (оголосила) його своїм сином, таким чином народивши нового короля Королівства Чосон, короля Годжона, прийомного сина наслідного принца Хьомёна. Достеменно не відомо чи ця історія правдива, чи ні.
Однак ці факти, як відомо, є правильними. 16 січня 1864 року І Мьон Бок було призначено принцом Іксона вдовою королевою Синчжон. Наступного дня його батько отримав титул Девонгун, який є аналогічним до терміну регент, тільки корейською, але відмінність полягає в тому, що титул дається лише біологічному батькові молодого короля. 21 січня І Мьон Бок був коронований на престол як король Коджон, а вдова королева Синчжон розпочала своє регентство. Йі, очевидно, був обраний тому, що «він був єдиним живим чоловіком із клану І і найближчим за кров'ю до королівського дому».
Оскільки Годжонг був занадто молодим, королева Синчжон запросила Хинсона Девонгуна допомогти його синові у правлінні. Вона фактично відмовилася від свого права бути регентом, під час правління неповнолітнього короля, проте при цьому вона залишалася титулярним регентом, Хинсон Девонгун насправді був справжнім правителем Королівства Чосон.
Після того, як Коджон став королем, все ще залишалося важливе питання про шлюб короля. Мати Годжонга Йохен вибрала дочку з клану Мін, леді Мін яка увійде в історію як Імператриця Мьонсонхванху. Хинсон Девонгун зауважив, що леді Мін «була жінкою великої рішучості та врівноваженості», і вона була трохи стурбована. Однак він дозволив їй вийти заміж за свого сина і несвідомо створив свого найбільшого політичного суперника.

### Реформи

Великий внутрішній принц Хинсон як регент

Під час свого регентства Хинсон Девонгун здійснив кілька важливих державних реформ. Його головною метою було «знищити корейську стару керівну фракцію, яка фактично узурпувала суверенну владу в королівстві яка завжди належала королям на початку століття».
Коли Хинсон Девонгун прийшов до влади в 1864 році, був сповнений рішучості реформувати уряд Королівства Чосон і посилити централізацію влади в королівстві. Він очолював антикорупційну кампанію, дисциплінував королівські клани та обкладав податками аристократію, «янбан». Камінгс зазначає, що це була не революція, а реставрація, оскільки Хинсон Девонгун намагався повернутися до часів правління короля Седжона в п'ятнадцятому столітті.
Одним з ефективних дій Хинсона Девонгуна в статусі регента була реконструкція палацу Кьонбоккун. Палац був побудований під час правління першого короля Королівства Чосон. Значна частина будівлі була знищена під час пожежі в 1533 році, а решта була знищена під час японського вторгнення в 1592 році. Відновлення тривало сім років і п'ять місяців. Це був, мабуть, найдорожчий проєкт за часів правління династії Чосон. Він також послабив владу клану Андон Кім і підвищив авторитет правлячої династії. Цей вчинок майже покінчив із тим, що клан Андон Кім утримував владу в Королівстві Чосон.
Реформи Хинсона Девонгуна були не дуже успішними, оскільки деякі вчені кажуть, що він був «занадто високоповажним і нетактовним». Проте, його політика не мала довготривалого ефекту, оскільки коли король Годжон досяг повноліття в 1874 році, він змусив Хинсона Девонгуна піти на пенсію і скасував багато його реформ.

### Зовнішня політика
Зовнішня політика Хинсона Девонгуна була досить простою, як це описує Камінгс: «ні договорів, ні торгівлі, ні католиків, ні Заходу, ні Японії». Натомість він дотримувався ізоляціоністської політики.
Політика ізоляції була політикою, спрямованою на ізоляцію Королівства Чосона від усіх іноземних сил, крім Китаю, який він вважав найсильнішим. Він намагався відмовити Російській Імперії відкриття для них портів Королівства Чосон, використовуючи Францію, але Франція відмовилася допомогти йому, що спричинило переслідування Бьон-ін 1866 року. Він також був причетний до інциденту з генералом Шерманом. Політика ізоляції стала посилюватися в 1868 році, коли німецький купець Ернст Опперт спробував взяти в заручники кістки батька Хинсона Девонгуна, щоб змусити його відкрити тодішню Корею для торгівлі; і навіть трапився американського нападу на Гванхвадо 1871 року.
Політика ізоляції принесла моментальні переваги посиленню корейського патріотизму, а також захисту їхньої культури конфуціанства. Хинсон Девонгун зміг захистити Королівство Чосон від культурного імперіалізму та вестернізації і таким чином захистити від цього культурну спадщину Кореї. Проте через те, що він повністю відмовився від міжнародних відносин, існував обмежений вибір ринку та незначні можливості для промислової революції. Справді, Хинсон Девонгун хотів уникнути взаємодії із Заходом — що було б неминучим, якби західним країнам надали б дозвіл на вільну торгівлю — оскільки це підірвало б вплив центрального уряду. Династія Чосон мала сувору соціальну ієрархію: багатство знаті янбан трималося на спинах робітників і орендарів ферми Санмін; Хинсон Девонгун хотів зберегти, та запобігти краху цієї ієрархії, оскільки, попри на його славу за справедливість і підтримку корейської цивілізації, емансипація сангмін означала б руйнування «янбану», його власного класу.
Міжнародні відносини Королівства Чосон погіршувалися, оскільки Хинсон Девонгун вживав все більш відчайдушних і жорсткіших заходів, щоб відбити вестернізацію. Хинсон Девонгун зробив вибір, щоб захистити світ, який він знав, намагаючись не допустити іноземців, ціною затримки розвитку та модернізації держави, при цьому зберегти Корею як королівством - відлюдником. Багато корейців стверджують, що якби він вирішив співпрацювати з іноземними державами, як наприклад його невістка королева Мін, японського правління Кореєю можна було б уникнути. Однак інші стверджують, що десять років політики ізоляції були занадто малою частиною від всього часу правління династії Чосон, щоб отримати таке твердження.

### Вихід на пенсію
У 1874 році король Годжон досяг повноліття. Його дружина, королева Мін, вплинула на рішення короля «взяти на себе повну королівську відповідальність», що змусило Хинсона Девонгуна піти на пенсію.

### Повернення до влади
Хинсон Девонгун на короткий час повернувся до влади під час інциденту в Імо в 1882 році. На другий день заколоту групу заколотників прийняли Хинсона Девонгуна, «які, як повідомляється, закликали їх повалити режим Мін і вигнати японців». Король Годжонг попросив свого батька, Хинсон Девонгун, прийти до палацу. Поява Хинсона Девонгуна у супроводі 200 бунтівників «негайно поклала край дикому рукопашному бою». Годжонг передав Хинсону Девонгуну «всі малі й великі справи уряду», і таким чином Хинсон Девонгун відновив своє правління. Як японські, так і китайські війська прямували до Кореї, щоб придушити повстання, і Ма Чієн-чжун, китайський дипломат у Кореї, вирішив, що настав час видалити Хинсона Девонгуна.
У китайців було три причини, чому вони прагнули прибрати Хинсона Девонгуна: по-перше, він намагався повалити прокитайську фракцію Мін. По-друге, «він створив ситуацію, яка запросила японські війська до Кореї, що прискорило небезпеку військового конфлікту між Японією, з одного боку, та Кореєю та Китаєм, з іншого». І по-третє, «збурення, викликані ним, загрожували фундаменту законно сформованого уряду в залежній нації».
Ма заарештував Хинсона Девонгуна за звинуваченням у неповазі до китайського імператора за «узурпацію влади, яку китайський імператор інвестував у короля Кореї». Проте, оскільки він був батьком короля, з ним поводилися поблажливо. Сто китайських солдатів супроводжували Хинсона Девонгуна до очікуваного китайського військового корабля, а звідти до Тяньцзіня.

### Повернення до Королівства Чосон (Кореї)
Восени 1885 року влада Китаю повернула Хинсона Девонгуна до Кореї, «попри на рішучі заперечення з боку корейської королеви та її прихильників». Після повернення він був незадоволений, коли імператриця Менсон підписала російсько-корейський договір 1884 року. Хинсон Девонгун знову намагався повернути владу, зробивши І Чжун Йона двоюрідним братом корейського короля Годжонга.

### Реформа Габо
У 1894 році Японська імперія вирішила посилити свою владу над Кореєю. Їм потрібен був хтось піддатний до них, щоб стати лідером в Кореї під час реформи Габо. Вони підійшли до Хинсона Девонгуна як потенційного лідера. Коли він погодився, 23 липня японські солдати звільнили його з-під домашнього арешту, до якого його помістив король Годжон. В обмін на свою допомогу Хинсон Девонгун попросив обіцянку, що якщо реформи вдадуться, «Японія не вимагатиме жодної частини корейської території». Воїни відвели його до палацу, де підійшли до корейського короля. Хинсон Девонгун дорікнув королю Годжонгу і оголосив, що він візьме на себе владу.
Японці занервували після того, як поставили Хинсона Девонгуна головою королівства, оскільки він, здавалося, зацікавлений «лише в захопленні влади та очищенні своїх опонентів і не бачив необхідності в політиці реформ». У вересні 1894 року японці вирішили, що Хинсону Девонгуну не можна довіряти. На початку жовтня стало зрозуміло, що «план використання Хинсона Девонгуна в статусі засобу для програми реформ провалився». Японський державний діяч Іноуе Каору був відправлений до Кореї як новий міністр-резидент, де він сказав Хинсону Девонгуну: «Ви завжди стоїте на шляху», і змусив Хинсона Девонгуна пообіцяти, що він «утримуватиметься від втручання в політичні справи».

### Причетність до смерті королеви Мін
У 1895 році японські чиновники в Кореї планували вилучення дружини Годжонга, імператриці Мьонсон. Міура Горо, наступник Іноуе Каору на посаді японського радника корейського уряду, і Сугімура Фукаші, секретар японського представництва, спланували спробу. Ці двоє вирішили залучити до змови Хинсона Девонгуна і, зробивши відповідний запити до нього, вони дізналися що він «досить обурений, щоб спланувати переворот» і буде співпрацювати з ними. 8 жовтня 1895 року рано вранці японські поліцейські супроводжували Хинсона Девонгуна до палацу. Його причетність з цього моменту невідома, але того ранку японські агенти вбили імператрицю Мьонсон.

### Смерть
Хинсон Девонгун помер у 1898 році.

## Сім'я
- Батько: І Гу, принц Намьон (22 серпня 1788 — 19 березня 1836) (이구 남연군)
  - Дід: І Бьон Вон (6 квітня 1752 — 11 листопада 1822) (이병원)
    - Прийомний дідусь: І Цзінь, принц Еунсін (11 січня 1755 — 29 березня 1771) (이진 은신군)

  - Бабуся: Леді Чон з клану Йоніл Чон (연일 정씨)
    - Прийомна бабуся: леді Хонг з клану Нам'ян Хонг (1755 — 29 березня 1821) (남양 홍씨)
- Мати: принцеса-супруга Мін з клану Йохон Мін (26 червня 1788—1831) (군부인 여흥민씨)[11]
  - Дід: Мін Кьон Хьок (1746—1815) (민경혁)
  - Бабуся: леді Хан з клану Чонджу Хан (청주 한씨)
- Консорти та їх відповідні проблеми:

1. Велика внутрішня супруга принцеси Сонмок з клану Йохин Мін (3 лютого 1818 — 8 січня 1898) (순목대원비 민씨)
  1. І Чже Мьон, принц Імператор Хенчін (22 серпня 1845 — 9 вересня 1912) (이재면 흥친왕)
  2. Імператор Кореї Годжонг (8 вересня 1852 — 21 січня 1919) (대한제국 고종)
  3. Дочка без імені (? — 1869)
  4. Дочка без імені (? — 1899)
2. Ге Сон Воль (계성월)
  1. І Чжесон, принц Ванун (1 серпня 1842 — 27 жовтня 1881) (이재선 완은군)↑ 
  2. Дочка без імені (? — 1869)
3. Кісен Чусон (? — 1885) (기녀 추선)
4. Леді Со (? — 7 січня 1914) (서씨)
5. Джін Чесон (1842 -?) (진채선)

## У масовій культурі
- Зіграв Ю Дон Гин у телесеріалі KBS2 2001—2002 років Імператриця Мьонсон.
- Зіграв Чун Хо-джін у фільмі 2009 року «Меч без імені».
- Зіграв Лі Бом Су у серіалі MBC 2012 року «Доктор Джін».
- Зіграв Кім Нам Гіл у фільмі 2015 року «Звук квітки».
- Зіграв Чой Чон Вон у серіалі tvN та Netflix 2018 року Містер Сонечко.
- Зіграв Джі Сон у фільмі 2018 року «Феншуй».
- Зіграв Джун Кван Рюль у телесеріалі TV Chosun 2020 року Kingmaker : The Change of Destiny.

## Нотатки
1.↑ ^ У хронологічній послідовності: батько Сонджо (Докхон Девонгун), його син (Чонвон Девонгун ; батько Інджо) і батько Чонджо (Чондже Девонгун). Батько Годжонга — четвертий і останній
2.↑ ^ Він позашлюбний син.